# روبرت غراهام
روبرت غراهام (بالإنجليزية: Robert M. Graham)‏، (ولد عام 1929 في ولاية ميشيغان الأميركية) هو عالم كمبيوتر وأستاذ فخري لعلوم الحاسب الآلي في جامعة ماساتشوستس أمهرست. وقد ولد لمهاجر الإسكتلندي.
حصل على درجة البكالوريوس والدراسات العليا من جامعة ميشيغان.حيث كان يعمل في مركز UofM للحواسيب هو شارك في تأليف اثنين من مصرف لصالح IBM 650 ،وماد ل IBM 704/709/7090.
عمل لاحقاً في جامعة كاليفورنيا، بيركلي، مدينة نيويورك، وجامعة ماساتشوستس أمهرست.تقاعد رسميا في عام 1996، لكنه استمر في التعليم حتى نهاية عام 2003.
في عام 1996 انضًمً كزميل للجمعية الحوسبة الآلية.
وهو مؤلف للعديد من الكتب والمقالات المهنية.

## روابط خارجية
- صفحة روبرت غراهام الرئيسية